# Aleksandr Menkov
Pour les articles homonymes, voir Menkov.
Aleksandr Menkov (russe : Александр Менков, né le 7 décembre 1990 à Minoussinsk) est un athlète russe, spécialiste du saut en longueur. En 2013, il remporte le titre de champion du monde.

## Biographie

### Débuts
Il découvre l'athlétisme au sein du club local de Minoussinsk en Sibérie orientale, sa ville natale, suivant les traces de son frère ainé Vladimir. Il s'essaye au saut en hauteur et remporte les championnats de Russie juniors avec un saut à 2,13 m, son record personnel étant fixé à 2,15 m. Mais, handicapé par sa taille (1,76 m), il décide de poursuivre sa carrière d'athlète dans la discipline du saut en longueur.
Il se révèle en juin 2009 en établissant un nouveau record de Russie junior à Kemerovo, à l'occasion des championnats de Sibérie, en effectuant un saut à 8,16 m (- 0,8 m/s). Sélectionné dans l'équipe de Russie lors des premiers championnats d'Europe par équipes, à Leiria au Portugal, il se classe sixième de l'épreuve avec la marque de 7,78 m. Fin juillet 2009, à Novi Sad en Serbie, il remporte les championnats d'Europe juniors avec un saut à 7,98 m. Cette performance lui permet d'obtenir sa sélection pour les championnats du monde de Berlin sans avoir à participer aux sélections nationales. Lors de ces mondiaux, Menkov échoue au stade des qualifications avec un meilleur saut mesuré à 7,72 m.
Début 2010, Aleksandr Menkov améliore d'un centimètre son record personnel en atteignant la marque 8,17 m lors du meeting en salle de Omsk. Il réalise par ailleurs en plein air quatre sauts au-delà des 8,00 m, établissant notamment 8,10 m le 30 août au meeting de Rovereto, mais n'est pas sélectionné pour les championnats d'Europe de Barcelone.

### Confirmation

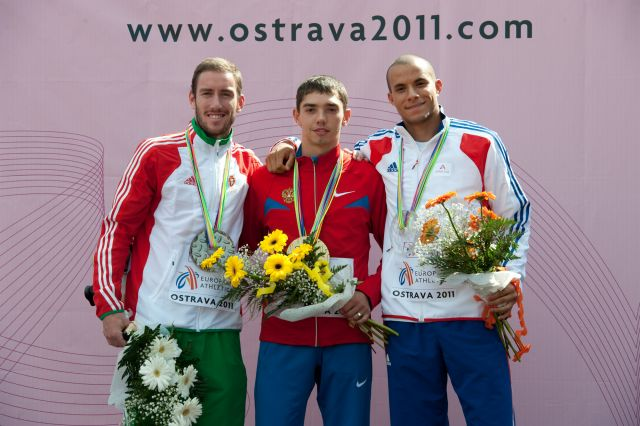
Aleksandr Menkov (au centre) en 2011 à Ostrava lors de son titre de champion d'Europe espoir.

En juin 2011, Aleksandr Menkov améliore de onze centimètres son record personnel en atteignant la marque de 8,28 m (+1,9 m/s) lors du meeting de Kalamata, en Grèce. Vainqueur des Championnats d'Europe d'athlétisme par équipes avec 8,20 m, devant le Suédois Michel Tornéus et le Britannique Chris Tomlinson, il remporte fin juillet à Ostrava les Championnats d'Europe espoirs avec un bond à 8,08 m. Début septembre, Menkov se classe sixième de la finale des Championnats du monde de Daegu avec un saut à 8,19 m (vent nul). Il conclut l'année en s'imposant lors du meeting ISTAF de Berlin (8,15 m) en devançant notamment le quadruple champion du monde Dwight Phillips.
En début de saison 2012, à Moscou, le Russe porte son record personnel en salle à 8,24 m, et signe provisoirement la meilleure performance mondiale de l'année. Il monte sur la troisième marche du podium des Championnats du monde en salle d'Istanbul (8,22 m), derrière le Brésilien Mauro Vinícius da Silva et l'Australien Henry Frayne. Auteur de 8,22 m en mai 2012 lors du meeting de Doha, il se classe onzième des Jeux olympiques de Londres avec la marque de 7,78 m. Vainqueur du meeting de Birmingham (8,18 m), il s'adjuge le trophée de la Ligue de diamant en s'imposant lors du Mémorial Van Damme de Bruxelles avec un saut à 8,29 m, nouveau record personnel.

### Champion du monde (2013)
En mars 2013, Aleksandr Menkov remporte les Championnats d'Europe en salle de Göteborg. Auteur d'un premier record personnel à 8,28 m dès son premier essai, il s'adjuge son premier titre continental en établissant à sa quatrième tentative la meilleure marque de l'année avec 8,31 m. Il devance de deux centimètres seulement le Suédois Michel Tornéus, médaillé d'argent avec 8,29 m (record national), et l'Allemand Christian Reif, médaillé de bronze avec 8,07 m. 
En mai 2013, il termine deuxième du meeting Diamond League du Shanghai Golden Grand Prix, derrière le Chinois Li Jinzhe, mais améliore de deux centimètres sa meilleure marque personnelle en plein air avec 8,31 m (-0,2 m/s). Il établit un nouveau record personnel lors de la Prefontaine Classic d'Eugene en atteignant la marque de 8,39 m (+1,7 m/s), puis approche cette longueur fin juin en 8,36 m (+ 1,9 m/s) pour remporter son épreuve des championnats d'Europe par équipes à Gateshead. En juillet 2013, il se classe deuxième des Universiades d'été de Kazan en Russie, derrière le Mexicain Luis Rivera, et améliore de trois centimètres son record personnel avec un saut à 8,42 m (+ 0,9 m/s).

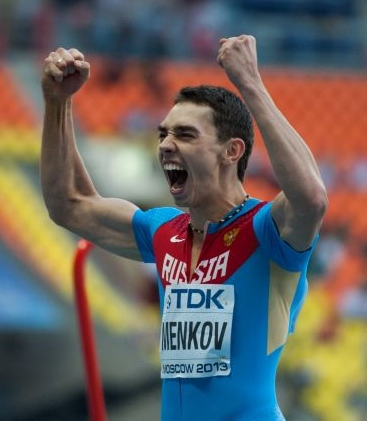
Aleksandr Menkov après sa victoire aux championnats du monde 2013.

Lors des championnats du monde de Moscou, en août 2013, Aleksandr Menkov s'empare de la tête du concours à son troisième essai avec 8,52 m (+0,2 m/s), améliorant de 6 cm le record de Russie détenu depuis 1988 par son compatriote Leonid Voloshin. Auteur de 8,43 m au saut suivant, il améliore de nouveau le record national à sa cinquième tentative en atteignant la marque de 8,56 m (+0,2 m/s), signant du même coup la meilleure performance mondiale au saut en longueur depuis la saison 2009 et les 8,74 m de l'Américain Dwight Phillips. Premier européen à s'imposer dans cette épreuve, il devance largement le Néerlandais Ignisious Gaisah (8,29 m) et le Mexicain Luis Rivera (8,27 m). Il remporte la Ligue de diamant 2013 en s'imposant lors des meetings de Birmingham, Londres et Stockholm.
Auteur de 8,30 m en salle, en début de saison 2014 lors du Russian Winter, il ne termine que cinquième des championnats du monde en salle, à Sopot en Pologne, avec la marque de 8,08 m. Blessé durant une grande partie de la saison en plein air, il parvient néanmoins à se rétablir pour les championnats d'Europe de Zurich, mais quitte la compétition dès les qualifications (7,78 m).

### Sous la bannière neutre (2017)
Il retrouve son meilleur niveau en 2015 en remportant le 17 mai le meeting de Shanghai avec un saut à 8,27 m (+ 0,4 m/s).
Le 9 juillet 2017, il est autorisé à concourir aux compétitions internationales en tant qu'athlète neutre autorisé, à la suite de la suspension en 2015 de la Russie par l'IAAF pour dopage d'État. Le 5 août, il échoue au pied du podium des championnats du monde de Londres avec 8,27 m.

## Palmarès

### International
| Date                      | Compétition                       | Lieu                   | Résultat               | Marque                 |
| Représentant la Russie    | Représentant la Russie            | Représentant la Russie | Représentant la Russie | Représentant la Russie |
| ------------------------- | --------------------------------- | ---------------------- | ---------------------- | ---------------------- |
| 2009                      | Championnats d'Europe par équipes | Leiria                 | 6e                     | 7,78 m                 |
| 2009                      | Championnats d'Europe juniors     | Novi Sad               | 1er                    | 7,98 m                 |
| 2011                      | Championnats d'Europe par équipes | Stockholm              | 1er                    | 8,20 m                 |
| 2011                      | Championnats d'Europe espoirs     | Ostrava                | 1er                    | 8,08 m                 |
| 2011                      | Championnats du monde             | Daegu                  | 6e                     | 8,19 m                 |
| 2011                      | DécaNation                        | Nice                   | 1er                    | 8,20 m                 |
| 2012                      | Championnats du monde en salle    | Istanbul               | 3e                     | 8,22 m                 |
| 2012                      | Jeux olympiques                   | Londres                | 11e                    | 7,78 m                 |
| 2012                      | Ligue de diamant                  | Ligue de diamant       | 1er                    | détails                |
| 2013                      | Championnats d'Europe en salle    | Göteborg               | 1er                    | 8,31 m                 |
| 2013                      | Championnats d'Europe par équipes | Gateshead              | 1er                    | 8,36 m                 |
| 2013                      | Universiades d'été                | Kazan                  | 2e                     | 8,42 m                 |
| 2013                      | Championnats du monde             | Moscou                 | 1er                    | 8,56 m                 |
| 2013                      | Ligue de diamant                  | Ligue de diamant       | 1er                    | détails                |
| 2014                      | Championnats du monde en salle    | Sopot                  | 5e                     | 8,08 m                 |
| 2015                      | Championnats d'Europe par équipes | Tcheboksary            | 1er                    | 8,26 m                 |
| 2015                      | Championnats du monde             | Pékin                  | 6e                     | 8,02 m                 |
| En tant qu'athlète neutre |                                   |                        |                        |                        |
| 2017                      | Championnats du monde             | Londres                | 4e                     | 8,27 m                 |

### National
- Championnats de Russie d'athlétisme :
  - Plein air : vainqueur en 2012 (8,24 m)[16]
  - Salle : vainqueur en 2013 (8,18 m)

## Records
| Épreuve          | Épreuve      | Marque | Lieu     | Date         |
| ---------------- | ------------ | ------ | -------- | ------------ |
| Saut en longueur | En plein air | 8,56 m | Moscou   | 16 août 2013 |
| Saut en longueur | En salle     | 8,31 m | Göteborg | 4 mars 2013  |